# 鹰森孝
鷹森 孝（たかもり たかし，1888年1月9日—1968年4月27日），日本三重縣人，日本陸軍軍人，最終階級是日本陸軍中將。

## 生平
他是津市長・黑川佐太郎的四男，陸軍少佐鷹森赳夫的養子。
曾就讀於名古屋陸軍地方幼年學校、中央幼年學校。1908年5月，從日本陸軍士官學校第20期畢業。
1908年12月，到歩兵第51連隊擔任步兵少尉。歷任歩兵第51連隊中隊長、歩兵第75連隊中隊長、第19師團副官、近衛歩兵第3連隊付、豊島師範學校配属將校、歩兵第68連隊付、獨立守備歩兵第3大隊付等職。
1936年8月，軍階升至陸軍大佐，就任獨立守備歩兵第3大隊長。
1937年8月，以歩兵第68連隊長參與日中戰爭，參與了南京攻略戰、徐州會戰。
歷經日本陸軍予科士官學校生徒隊長後，1939年3月，進階至陸軍少將。
1940年3月，擔任琿春駐屯隊長。
1941年10月，晉階為陸軍中將。